# 마스크 목걸이

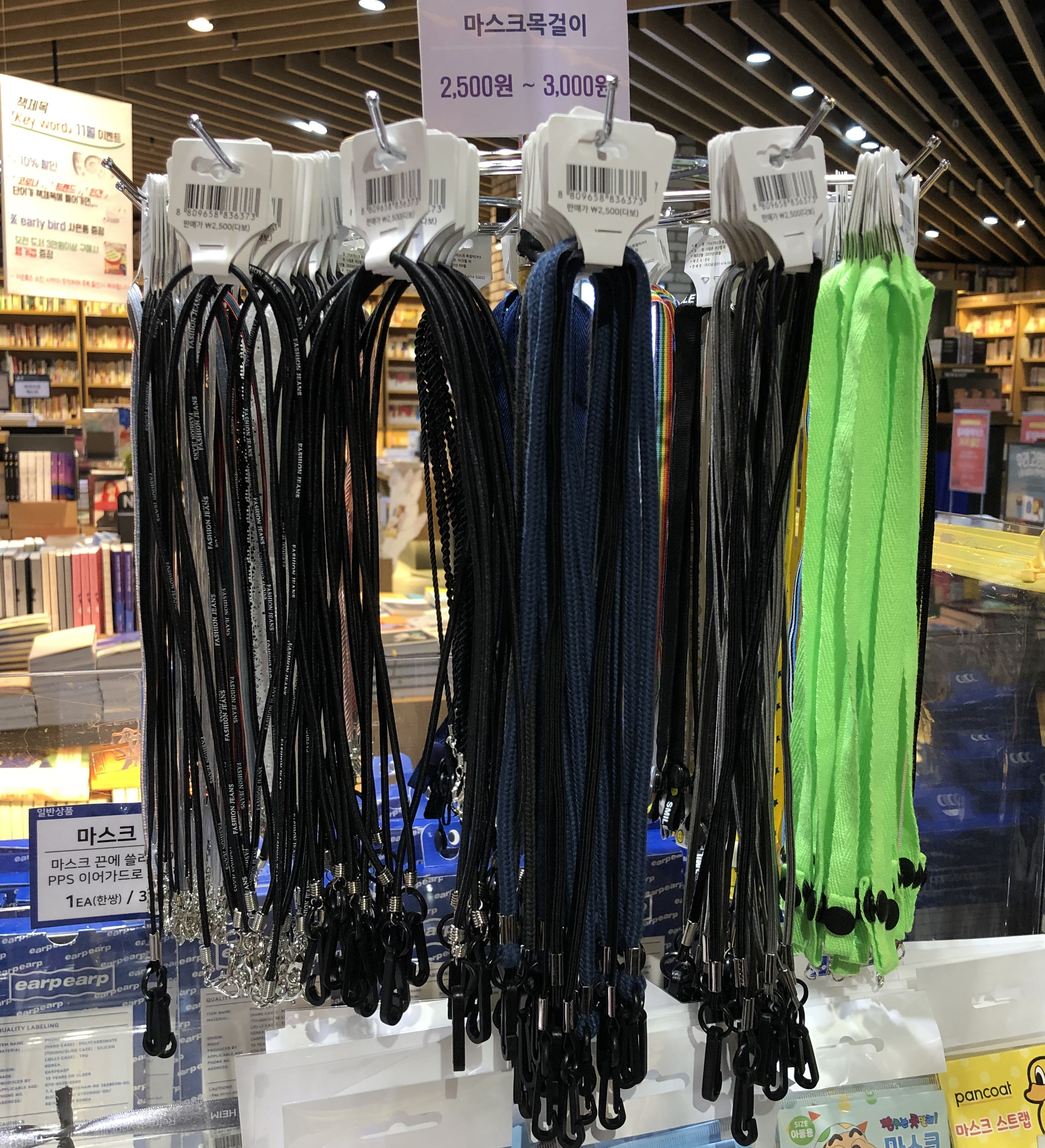
마스크 목걸이

마스크 목걸이는 마스크의 분실 등을 방지하기 위하여 양쪽 끝을 마스크의 귀걸이에 걸어 연결하는 끈으로, 이 줄을 이용하여 착용자는 마스크를 벗어 목에 걸 수 있다. 마스크 스트랩이라고도 한다.  
배우 강동원이 2020년 8월 2일 영화 《반도》의 무대 인사 때에 마스크 목걸이로 연결한 마스크를 착용하였고, 배우 정유미와 최우식도 예능 프로그램 《여름방학》에서 마스크 목걸이를 사용하였다.
이 줄을 이용하면 마스크를 분실하거나 마스크를 벗을 때 주머니에 넣을 필요가 없어 청결하게 유지할 수 있는 장점이 있다. 다만 마스크 목걸이로 인하여 마스크 안쪽이 비말에 노출되어 오염될 가능성이 있으므로 주의해야 한다는 의견도 있다.